# You've Really Got a Hold on Me
Singles de The Miracles
I'll Try Something New
(1962) A Love She Can Count On
(1963)
You've Really Got a Hold on Me est une chanson du groupe de musique soul The Miracles parue sur l'album The Fabulous Miracles sorti en 1962 sous le label Tamla Motown. Cette pièce est l'une des plus reprise du groupe.

## Version des Beatles
Pistes de The Beatles' Second Album
Thank You Girl Devil in Her Heart
Pistes de With the Beatles
Hold Me Tight I Wanna Be Your Man
Cette reprise apparaît en 1963 sur With the Beatles, le second album du groupe, mais avec le titre You Really Got a Hold on Me.
Cette chanson est jouée à quatre reprises dans les studios de la BBC. La prestation du 30 juillet 1963, diffusée à l'émission Saturday Club (en) du 24 août, a été incluse sur Live at the BBC en 1994. L'année suivante, on publie sur Anthology 1 une version enregistrée en concert au Karlaplansstudion de Stockholm le 26 octobre 1963.
On peut voir et entendre le groupe improviser la chanson dans le film Let It Be en 1970.
En 2023, elle a été demixée avec l'aide d'un algorithme d'intelligence artificielle, développé par l'équipe de Peter Jackson pour le documentaire The Beatles: Get Back, et remixée par Giles Martin afin d'être rajoutée à la compilation The Beatles 1962–1966.

### Publication en France
La chanson arrive en France en mars 1964 sur la face A d'un 45 tours EP (« super 45 tours ») sous le titre « You Really Gotta Hold On Me », accompagnée  de Roll Over Beethoven ; sur la face B figurent Boys et Love Me Do. La photo de la pochette est prise le  4 novembre 1963 à Londres sur la scène du Prince of Wales Theatre lors du Royal Variety Show (en),.

### Interprètes
- John Lennon : chant, guitare rythmique
- George Harrison : chant, guitare solo
- Paul McCartney : chœurs, guitare basse
- Ringo Starr : batterie
- George Martin : piano